# بردسكن
بردسکن هي مدينة إيرانية ومركز مقاطعة بردسكن تقع في محافظة خراسان رضوي شمال شرق إيران تبعد حوالي 270كم إلى الجنوب الغربی من مدينة مشهد عاصمة محافظة خراسان رضوي، بلغ عدد سكانها عام 2005م حوالي 69 ألف نسمة. تشتهر بردسکن بزراعة العنب، الرمان، تين شائع والفستق و صنع الزبيب والفواكه المجففة، بسبب هذه الفاكهة في بردسکن، هذه المدينة تشتهر بثمار الجنة.

## معرض الصور

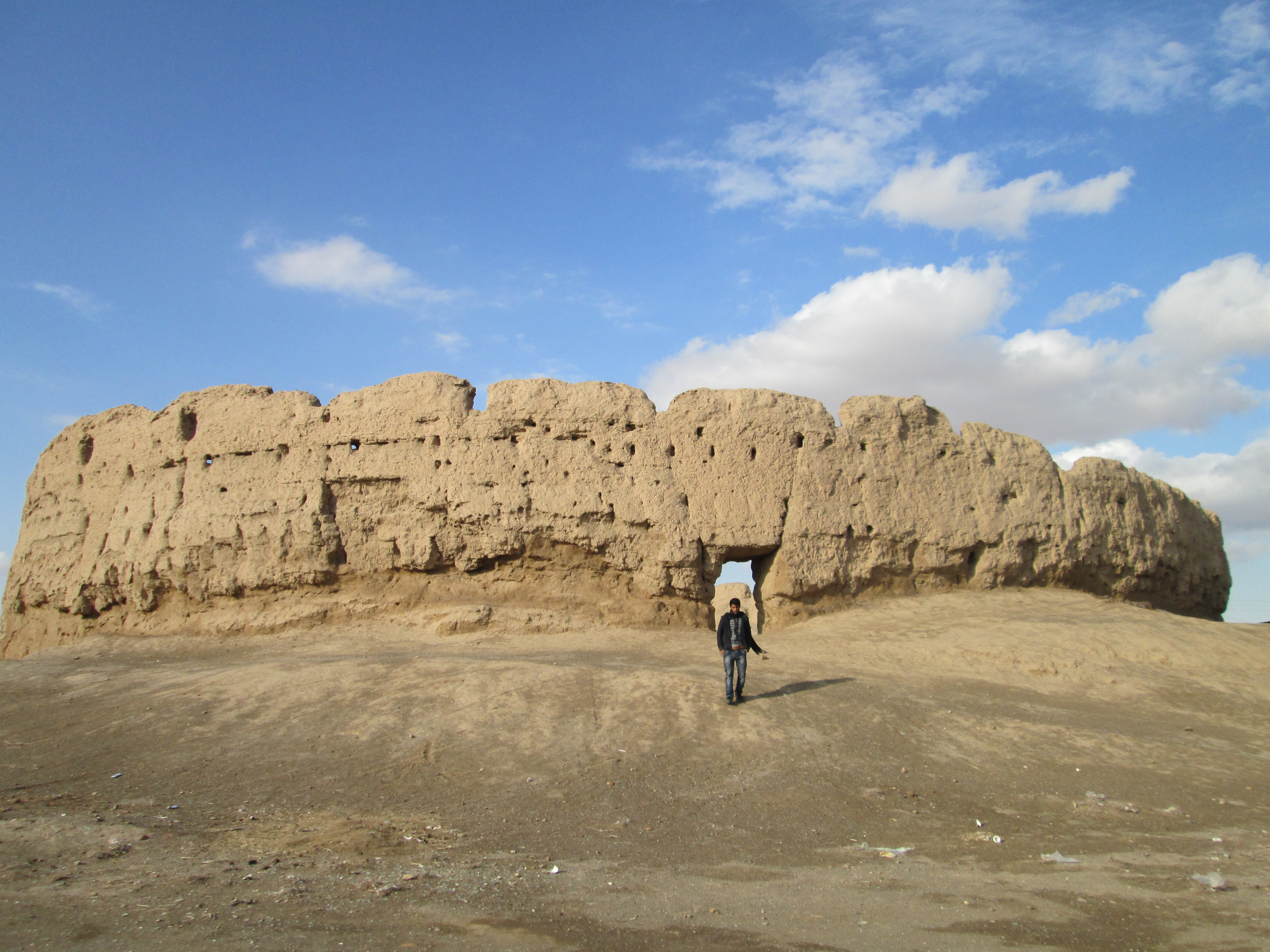
قلعة رحمانية
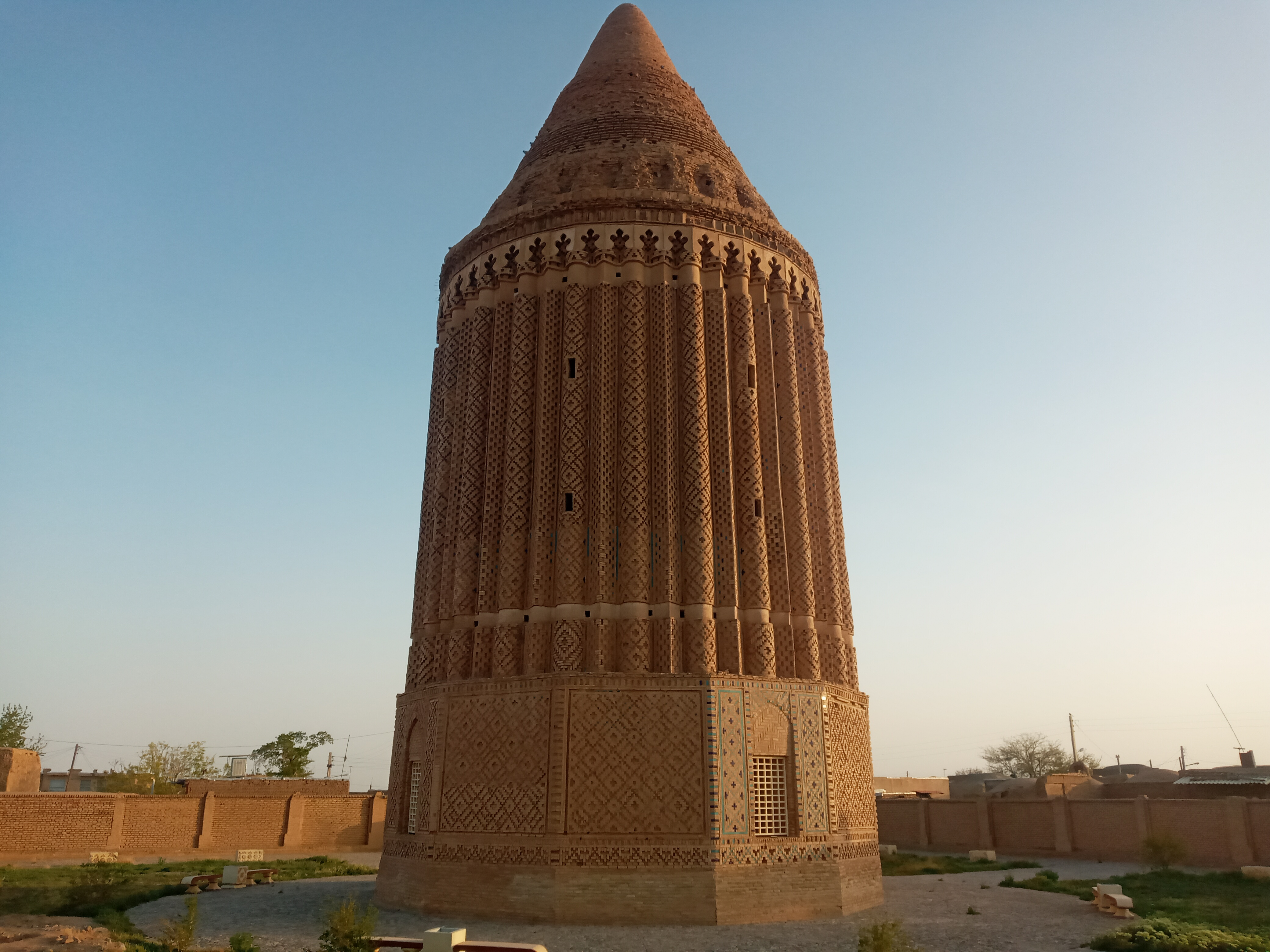
برج علي أباد
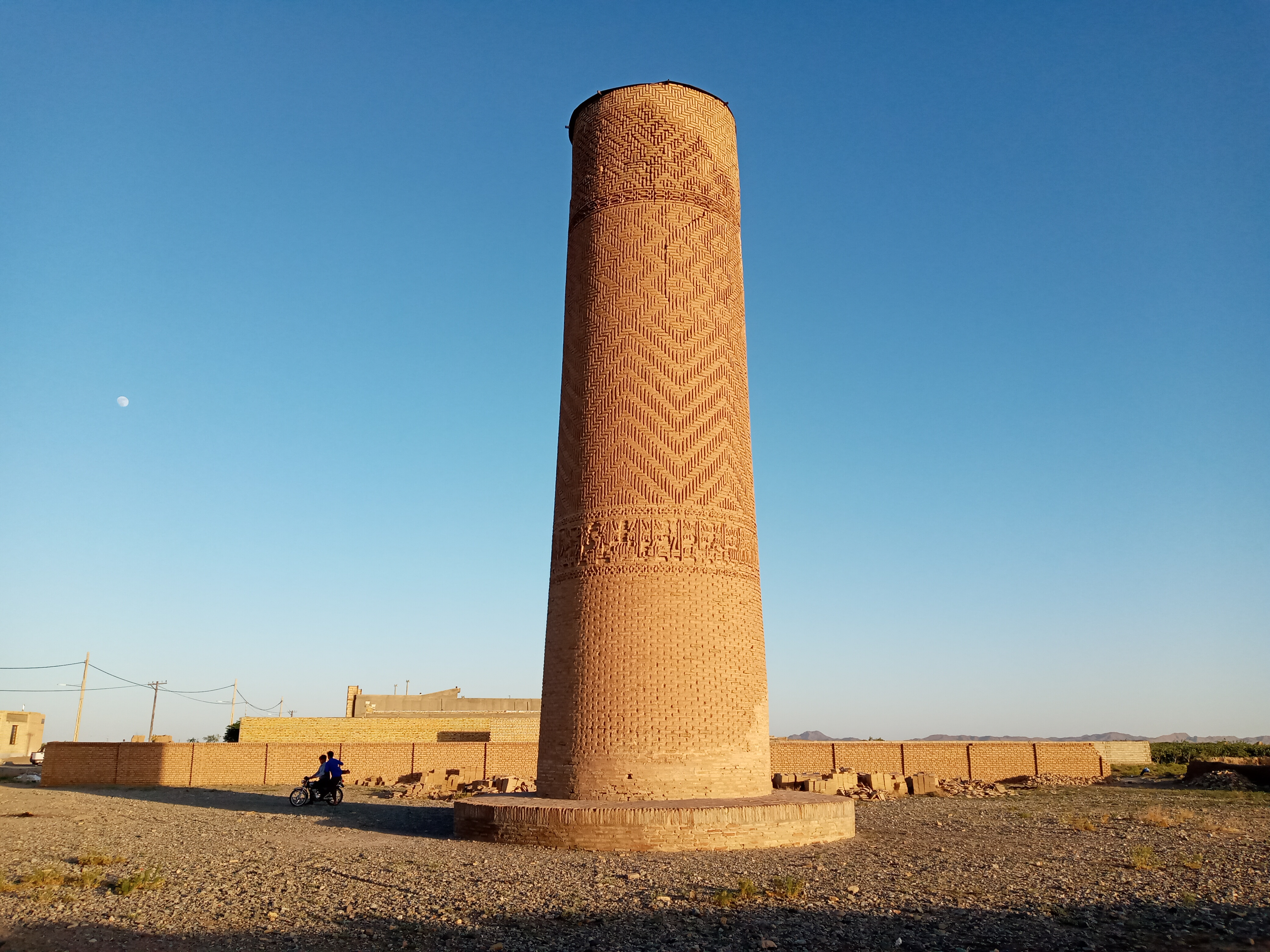
برج فيروز أباد
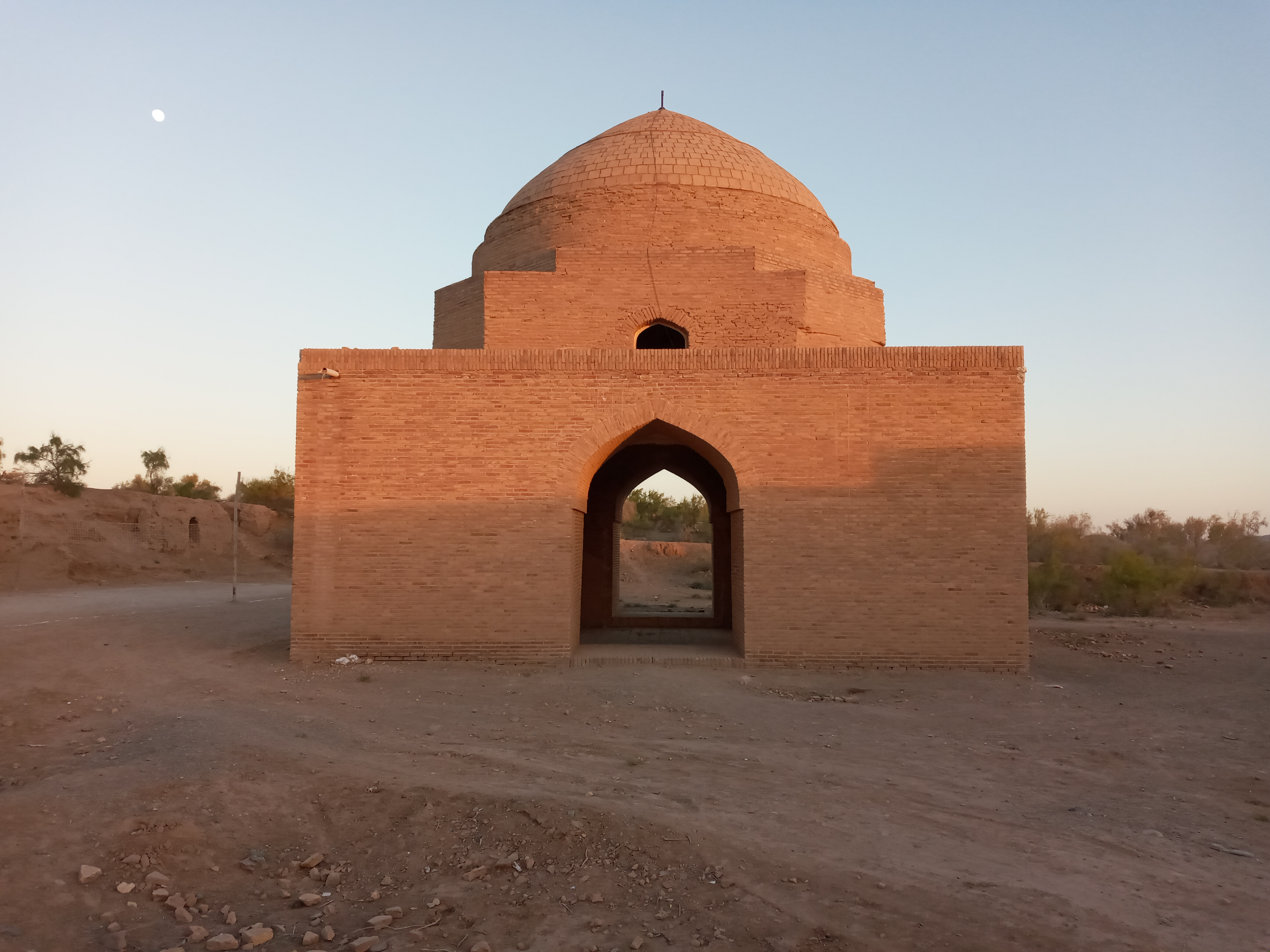
ضريح عبدل أباد